# El Chapo Isidro
Fausto Isidro Meza Flores (Guasave, Sinaloa, 19 de junio de 1982), más conocido como El Chapo Isidro, es un narcotraficante mexicano que se desempeñó como lugarteniente del Cártel de los Beltrán Leyva y que actualmente lidera su propia facción conocida cómo el Cártel de Guasave.

## Inicios
Fausto Isidro Meza Flores —conocido en el mundo criminal como El Chapo Isidro— nació el 19 de junio de 1982 en Guasave, Sinaloa. Comenzó su carrera criminal en la década de 1990, trabajando para el Cártel de Juárez bajo la tutela del entonces líder Amado Carrillo Fuentes. Después de la muerte de Carrillo por complicaciones de cirugía plástica en 1997, Meza Flores desertó de la organización junto con varios otros narcotraficantes y decidió unirse a las filas del Cártel de los Beltrán Leyva. Cuando el líder Arturo Beltrán Leyva fue asesinado a tiros por el ejército mexicano en diciembre de 2009, muchos dentro del cártel desertaron y formaron una organización criminal independiente con Édgar Valdez Villarreal, La Barbie. Meza Flores, sin embargo, se mantuvo leal a los hermanos Beltrán Leyva y forjó una alianza con Vicente Carrillo Fuentes.

## Batalla de Tubutama
Un feroz tiroteo entre miembros del Cártel de Sinaloa (con el respaldo de Gente Nueva) y el Cártel de los Beltrán Leyva (con el apoyo de Los Zetas y Los Mazatlecos, los hombres de Meza Flores) dejó alrededor de 30 muertos en la ciudad de Tubutama, Sonora, en el norte de México, el 1 de julio de 2010. Las bandas de narcotraficantes se enfrentaron a pocas millas de la frontera internacional con el estado estadounidense de Arizona, un área conocida por ser una ruta de contrabando de narcóticos y tráfico de personas. Según se informa, Meza Flores y un narcotraficante llamado Arnoldo del Cid Buelna —conocido como El Gilo— fueron los que llevaron a cabo el sorpresivo ataque de emboscada a los pistoleros del Cártel de Sinaloa. En la escena se encontraron once vehículos de último modelo acribillados a balazos, junto con docenas de rifles de asalto. Algunos de los vehículos tenían una "X" pintada en sus ventanas, un método utilizado a menudo por las organizaciones de narcotráfico mexicanas para distinguir sus vehículos de los de los cárteles de droga rivales durante enfrentamientos armados.

## Cártel de Guasave
El Cártel de Guasave, también conocido cómo Los Mazatlecos, es una organización criminal liderada por El Chapo Isidro que tiene su base de operaciones en los municipios de Guasave, Los Mochis (Ahome), y Mazatlán en Sinaloa y en gran parte del estado de Nayarit. Es responsable del contrabando de grandes cantidades de metanfetamina, heroína, marihuana y cocaína desde el año 2000. Es uno de los principales líderes del Cártel de los Beltrán Leyva en la ciudad de Mazatlán y en las zonas montañosas del estado de Sinaloa. Desde 2010, es uno de los principales rivales del Cártel de Sinaloa; la lucha entre ambos grupos narcotraficantes ha generado una ola de secuestros y ejecuciones en Sinaloa. Meza Flores era la mano derecha de Héctor Beltrán Leyva (ahora fallecido) el máximo líder del Cártel de los Beltrán Leyva; su zona de operaciones está en Mazatlán, Guamúchil, Los Mochis, Choix y Los Cabos. El 28 de abril de 2010, Meza Flores estuvo a punto de ser capturado por las fuerzas del orden mexicanas en las montañas de Choix, Sinaloa. Sin embargo, la operación dejó dos soldados muertos y doce de sus pistoleros muertos, incluido su mano derecha Omar Alfonso Rubio (alias "El Chonte"). El 12 de diciembre de 2013, uno de los principales lugartenientes de Meza Flores, Ignacio "Nacho" González, fue arrestado en Guasave, Sinaloa, por el Ejército Mexicano.

## Búsqueda
Meza Flores es un fugitivo buscado por el gobierno de los Estados Unidos por cargos de tráfico de drogas y lavado de dinero. El FBI ofrece una recompensa de 5 millones de dólares por información que conduzca a su captura.
En diciembre de 2023, el Departamento del Tesoro de los Estados Unidos sancionó a 15 miembros y dos empresas vinculadas al Cártel de los Beltrán Leyva por su presunta participación en actividades de lavado de dinero relacionadas con el tráfico de fentanilo.
En febrero de 2025, fue incluido en la lista de los diez fugitivos más buscados por el FBI.